# Vetenskapsåret 1745

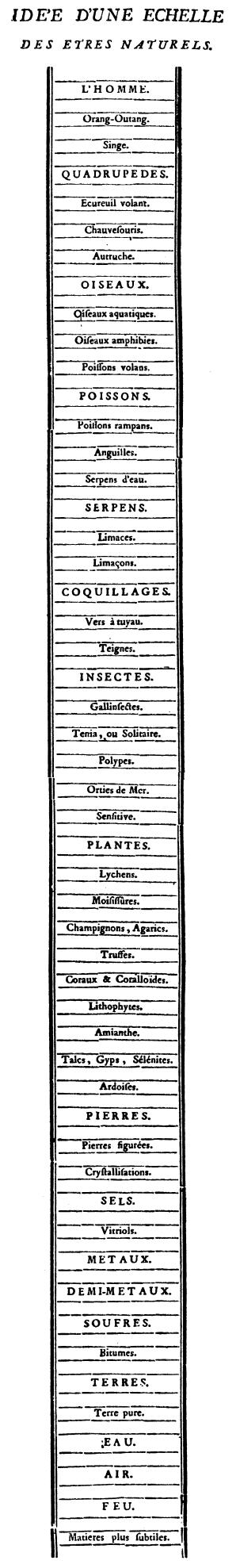
Scala Naturae enligt Charles Bonnet, publicerad i Traité d'insectologie.

## Händelser
- 16 december - Carl von Linné skriver uppsatsen Hortus Upsaliensis där han anger temperaturer enligt den rättvända Celsiusskalan.
- Astronomen Philippe Loys de Chéseaux upptäcker Omeganebulosan, Messier 25, Messier 35 och IC 4665.
- Entomologen Charles Bonnet publicerar Traité d'insectologie.
- Fysikern Pieter van Musschenbroek uppfinner Leidenflaskan, en föregångaren till den elektriska kondensatorn.
- Kartografen César-François Cassini de Thury beskriver Cassiniprojektionen.
- Den första sprängladdningen med tändpatron (blasting cap) förevisas vid Royal Society av Dr. Watson.

## Pristagare
- Copleymedaljen: William Watson

## Födda
- 6 januari - Jacques Étienne Montgolfier, fransk uppfinnare (död 1799).
- 7 januari - Johan Christian Fabricius, dansk entomolog (död 1808).
- 18 februari - Alessandro Volta, italiensk fysiker.
- 26 april - Johann Anton Güldenstädt, tysk biolog och upptäcktsresande (död 1781).
- 15 december - Johann Gottfried Koehler, tysk astronom (död 1801).
- 28 december - Juan de Ayala, spansk upptäcktsresande (död 1797).
- William Cumberland Cruikshank, brittisk kemist (död 1800).

## Avlidna
- 30 november - Johann Bessler, tysk uppfinnare (född 1680).
- Jacques de Noyon, fransk-kanadensisk upptäcktsresande (född 1688).